# Nitocrella montana
Nitocrella montana är en kräftdjursart som beskrevs av Noodt 1965. Nitocrella montana ingår i släktet Nitocrella och familjen Ameiridae. Inga underarter finns listade i Catalogue of Life.